# Dipoena leveillei
Dipoena leveillei là một loài nhện trong họ Theridiidae.
Loài này thuộc chi Dipoena. Dipoena leveillei được Eugène Simon miêu tả năm 1885.